# Тільки кохання (телесеріал)
«Тільки кохання» — українська теленовела телеканалу «1+1», знята компанією «1+1 Продакшн». Адаптація однойменного румунського телесеріалу «Numai iubirea». Прем'єра відбулась 25 січня 2010 року на телеканалі «1+1». Останній епізод вийшов у ефір 26 червня 2010 року. Позиціонувався як перший довгий серіал українською мовою.

## Сюжет
В автокатастрофі гине дружина успішного архітектора Дениса, у якого лишається дев'ятирічна донька Марійка. Згодом дівчинка починає шукати своєму батькові нову дружину, а собі — матір. У домі з'являється ефектна Альбіна — жінка з темним волоссям і темним минулим. Вона намагається посісти місце дружини і завоювати симпатію дитини. Проте, у цей час Денис знайомиться з Марійчиною вчителькою Ольгою, між ними з'являється симпатія. Альбіна, розуміючи, що втрачає кохану людину, розробляє підступний план.

## Актори

### Головні ролі
- Олександр Нікітін у ролі Дена, відомого архітектора
- Магдалена Горська у ролі Ольги, вчительки англійської мови (озвучує Людмила Ардельян)
- Вікторія Литвиненко у ролі Альбіни, співачки, яка закохана у Дена
- Аліса Лукшина у ролі Марійки, дочки Дена
- Володимир Міненко у ролі Віктора, брата Дена
- Катерина Кузнецова у ролі Аліни, сестри Альбіни

### Другорядні ролі
- Денис Гранчак у ролі Гени
- Олексій Вертинський у ролі Тимура
- Віолетта Трикова у ролі Каті
- Володимир Задніпровський у ролі Емануїла, батька загиблої дружини Дена
- Лариса Руснак у ролі Клавдії, матері загиблої дружини Дена
- Ксенія Ніколаєва у ролі Поліни, матері Дена та Віктора
- Дмитро Суржиков у ролі Всеволода
- Надія Кондратовська у ролі Марти, сусідки Дена
- Олександр Безсмертний у ролі Миколи, батька Ольги
- Катерина Кістень у ролі Лариси
- Іван Марченко у ролі Леоніда
- Людмила Загорська у ролі Ілони, домогосподарки Дена
- Михайло Кукуюк у ролі Мурата
- Леся Самаєва у ролі Дарини
- Валентин Томусяк у ролі Павла, друга Віктора
- Констянтин Костишин у ролі Алтанова
- Ігор Антонов у ролі Маріо
- Федір Гуринець у ролі Тички
- Віталій Салій у ролі Терьохи
- Андрій Пономаренко у ролі Тяпи

## Виробництво

### Зйомки
Зйомки телесеріалу проходили з квітня по серпень 2009 року у Києві. Над проектом працювала міжнародна команда: українські режисери Антон Гойда, Ігор Забара, Володимир Оніщенко, а також відомий румунський продюсер Габріель Попеску.
Польську акторку Магдалену Гурську яка розмовляла у серіалі російською, було продубльовано українською акторкою Людмилою Ардельян.

### Показ
Прем'єра телесеріалу була запланована на вересень 2009 року. Пізніше, показ був перенесений на січень 2010 року.

## Трансляція
Спочатку телесеріал показувався у вечірньому праймі о 18:30. Пізніше, через низькі рейтинги, показ перенесли на 14:00. А з 29 березня 2010 року телесеріал перенесли у ранковий ефір о 11:00. У прес-службі телеканалу заявили, що це було зроблено задля «комфорту для глядачів».

## Рейтинги
У таймслоті 18:30-19:30 телесеріал мав рейтинг 4,32 %, частку 11,03 % за загальнонаціональною панеллю та рейтинг 2,24 %, частку 6,48 % за «50 тис.+», аудиторія 18+, GFK. У містах з населенням понад 50 тисяч показники були дещо нижчі: рейтинг 3,04 %, частка 8,31 %. Показники телесеріалу були нижчі за середню частку каналу.

## Нагороди
| Рік  | Премія     | Категорія                                                    | Номінант(и)         | Результат |
| ---- | ---------- | ------------------------------------------------------------ | ------------------- | --------- |
| 2010 | Телетріумф | Телевізійна новела                                           | Телевізійна новела  | Номінація |
| 2010 | Телетріумф | Актор телевізійного фільму/серіалу                           | Олександр Нікітін   | Номінація |
| 2010 | Телетріумф | Акторка телевізійного фільму/серіалу                         | Вікторія Литвиненко | Номінація |
| 2010 | Телетріумф | Звукорежисер телевізійного фільму/серіалу                    | Олександр Дяченко   | Перемога  |
| 2010 | Телетріумф | Оператор-постановник телевізійного художнього фільму/серіалу | Павло Муравйов      | Номінація |
| 2010 | Телетріумф | Художник-постановник телевізійного фільму/серіалу            | Азамат Гогушев      | Номінація |
| 2010 | Телетріумф | Художник по світлу телевізійного фільму/серіалу              | Василь Кремпа       | Номінація |
| 2010 | Телетріумф | Композитор телевізійного художнього фільму/серіалу           | Сергій Могилевський | Номінація |